# Christoph Gudermann
Christoph Gudermann (Vienenburg, 25 maart 1798 Münster, 25 september 1852) was een Duits wiskundige.
Gudermann was de zoon van een leraar en trad in het spoor van zijn vader — hij studeerde wiskunde aan de Universiteit van Göttingen en werd leraar. Aan de universiteit studeerde hij onder Carl Friedrich Gauss.
Hij nam een baan als leraar in Kleef, maar verhuisde later naar Münster. Daar gaf hij het eerste college elliptische functies ooit aan een academische instelling gegeven. Dit college werd onder meer gevolgd door Karl Weierstrass, wiens loopbaan er een belangrijke wending door nam.
Gudermann deed ook onderzoek, onder meer naar de geometrie van bollen en de zogeheten speciale functies. Hij legde zich echter toe op specifieke gevallen en toepassingen en kreeg dus nooit het aanzien van zijn collegae die meer algemene publicaties produceerden. Wel leeft zijn naam voort in de Gudermann-functie (ook wel de hyperbolische amplitude genaamd).